# Радов, Эмиль Зиновьевич
Эмиль Зиновьевич Радов (настоящая фамилия Рабинович; 16 октября 1928, Москва — 10 января 1991, Москва) — советский режиссёр эстрады, конферансье. Заслуженный артист РСФСР (1984).

## Биография
Родился 16 октября 1928 года в Москве.
Окончил Студию эстрадного искусства в конце 1940-х годов по классу артиста МХАТ Б. Петкера.
С 1954 года — конферансье Мосэстрады. Весь свой репертуар создавал сам. Ведя концерт, легко и органично переходил на исполнение своих номеров — куплеты, частушки, стихотворные фельетоны.

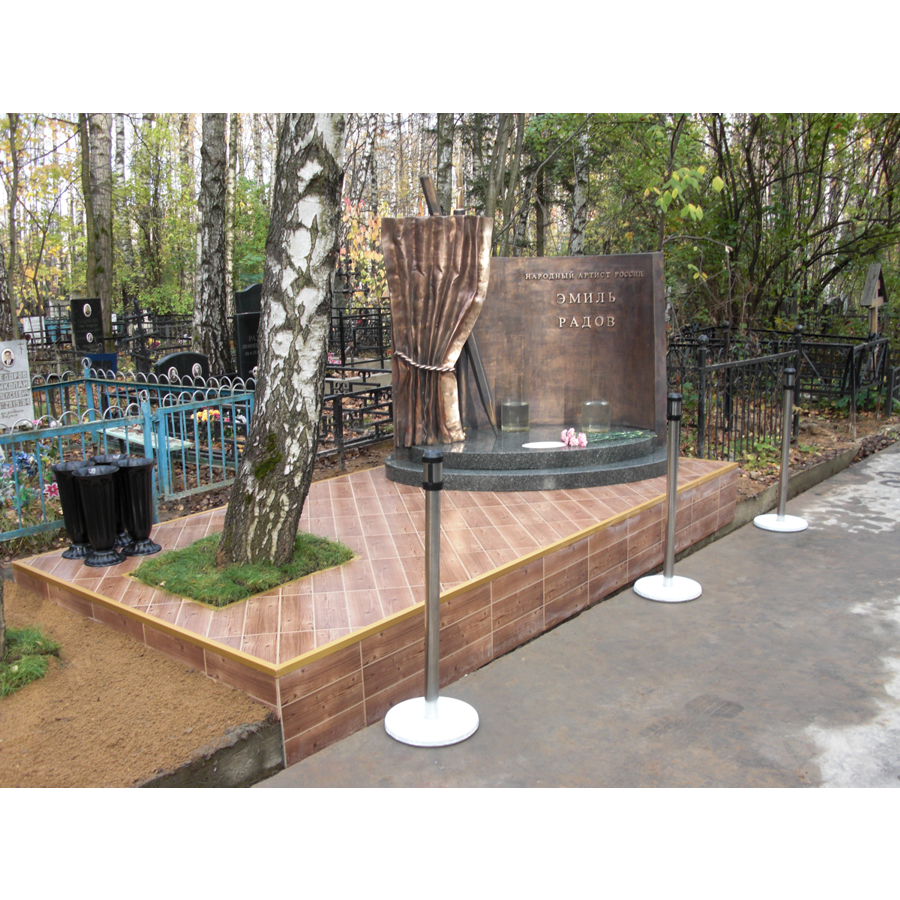
Могила Эмиля Радова на Востряковском кладбище Москвы

В 1956—1959 годах сотрудничал с О. Левицким.
В 1970 году окончил Высшие режиссёрские курсы. В качестве режиссёра Радов поставил много программ по своим сценариям, выступал в них с конферансом и номерами: «Это вам, романтики» (1962), «Смех, песни и, конечно, любовь» (1965), «И песни не в шутку, и юмор всерьёз» (1966), «Когда улыбаются звёзды» (1968), «Поёт и шутит „Эрмитаж“» (1970), «Друзьям — открытые сердца» (1982).
Многие стихи Эмиля Радова стали песнями. В частности, он написал слова куплетов Бубы Касторского «Я одессит, я из Одессы, здрасьте» из кинофильма «Новые приключения неуловимых».
Умер 10 января 1991 года в Москве. Похоронен на 74 участке Востряковского кладбища.

## Семья
Жена — Лилия Ароновна Радова. Сын — актёр Игорь Радов (род. 1959).

## Награды
- Заслуженный артист РСФСР (1 июня 1984 года)  — за заслуги в области советского эстрадного искусства[5].